# 西北师范大学
西北师范大学，或简称为西北师大，是一所位於中華人民共和國甘肃省兰州市的公立師範類高等院校，行政上由甘肃省人民政府舉辦。是中华人民共和国教育部、甘肃省人民政府共同建设的重点大学，以及教育部“对口支援西部地区高等学校计划”支持的西部十四所大学之一。
西北师范大学肇始于1902年成立的京师大学堂师范馆，后改制为国立北平师范大学。在中国抗日战争期间，国立北平师范大学与其他西迁陕西的高等院校合并组建西北联合大学。1939年，国立西北师范学院脱离西北联大，并于1941年开始迁往甘肃兰州，开创在陇兴办高等师范教育之先河。中华人民共和国成立初期，维持西北师范学院建制。1958年，易名为甘肅師範大學，后于1981年恢复旧校名西北师范学院。1988年，学校獲中華人民共和國國家教育委員會同意，更名為西北師範大學，建制延續至今。
西北師範大學面向中華人民共和國全國招生，建立了相交多樣的人才培養框架，有資格提供普通高等教育、成人教育、留學生教育以及從業資格培訓；所設學科專業門類齊全廣泛、協調發展，涵蓋了文學、歷史學、哲學、經濟學、管理學、法學、教育學、理學、工學、農學、藝術學等多個領域；建立了學士、碩士、博士完整的三級學位授權體系。為一所學科門類齊全的綜合性、研究型的綜合性大學。作為師範類高等院校，西北師大亦有資格招收公費師範生，並已經被中華人民共和國教育部列為「卓越教師培養計劃」實施高校。下辖有西北师范大学附属中学、西北师范大学第二附属中学、西北师范大学附属小学等学校。

## 历史沿革
西北师范大学发端于1902年成立的京师大学堂师范馆，后来该师范馆改制为国立北平师范大学:367。1937年，七七事变爆发后，受到日军入侵的影响，北平师范大学迁到陕西城固县，当时该校与同时西迁的国立北平大学、北洋工学院共同组成西北联合大学。1938年7月，西北联合大学教育学院改称为师范学院。1939年师范学院独立设置，改称国立西北师范学院:237，1941年，该校开始逐步迁往兰州十里店，成立国立西北师范学院兰州分院，1944年，全校完全迁入兰州:31。
日本投降后，国立西北师范学院继续在兰州办学，1949年8月，中共占领兰州:231，甫成立的人民解放军军管会随即开始接管学校，并将学校改名为西北师范学院，由教育部主管:367:237。1958年9月，学校划归甘肃省人民委员会主管，并易名为甘肃师范大学。1966年至1976年文化大革命期間，学校部分师生遭到批鬥、正常教學秩序遭到嚴重破壞，該校校內曾成立過多個紅衛兵組織，發生過多起武鬥事件:367。同时，甘肃教育学院亦于1970年8月并入甘肃师大，直到1979年4月脱离师大:295。
文革开始后，高等学校均停止招生，但在1968年，中共最高领导人毛泽东表示应该复办理工科大学，并缩短学制，强调教育需要与革命相结合，实施无产阶级政治挂帅；其后北京大学、清华大学向中共中央提出《关于招生（试点）的请示报告》，1970年6月27日，中共中央决定恢复高等学校招生，但废除考试制度，转而实行群众推荐、领导批准和学校复审相结合的新招生制度。甘肅師範大學也於1971年開始了招生試點工作，在甘肃省內招收了不少工農兵學員，为省内各校培养了一些师资；但工農兵學員上大學的主要任務並非學習，而是「上大學、管大學、用毛澤東思想改造大學」，一定程度上影響了大學的教學效果，導致人才的实际素質不高:367。

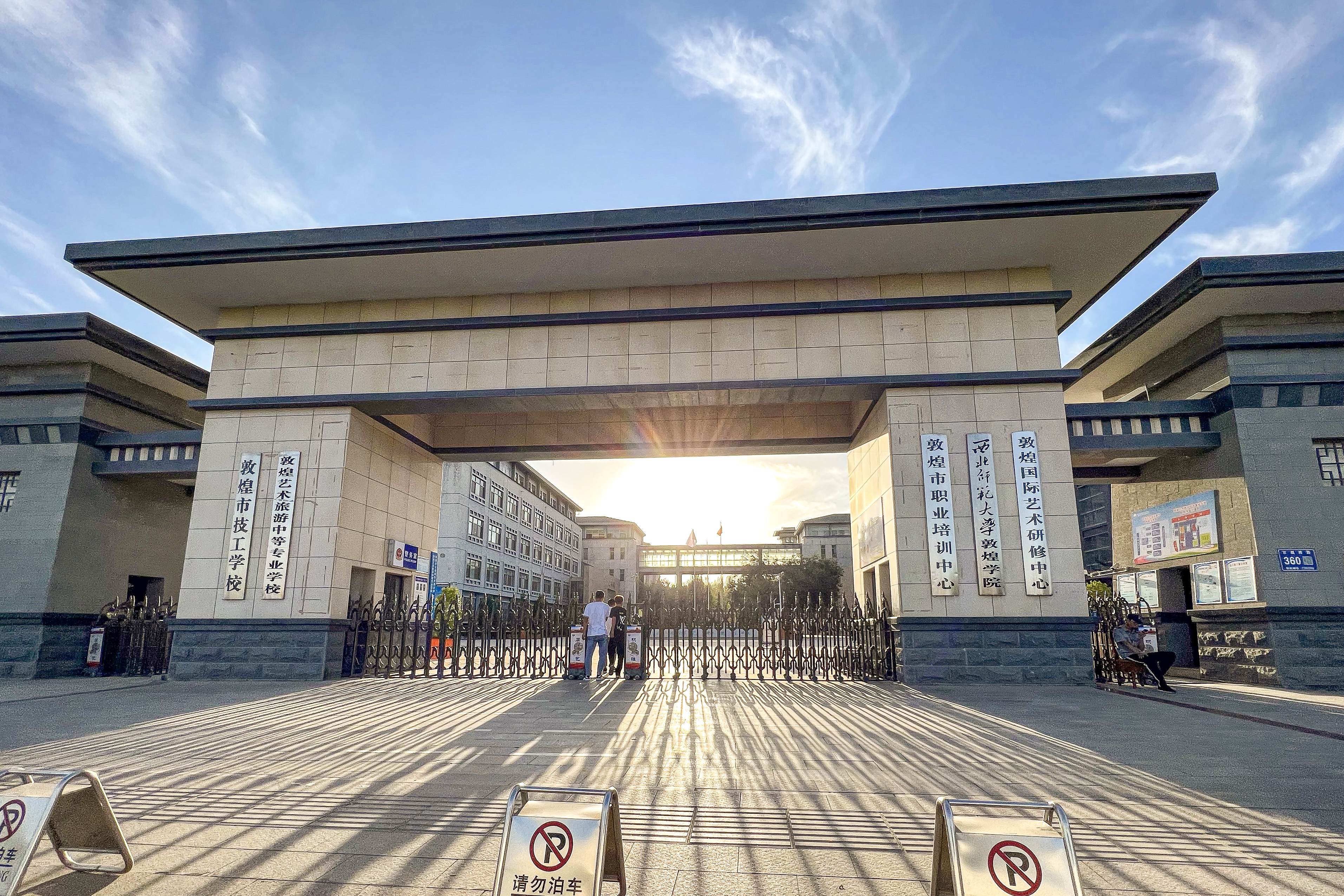
西北师范大学敦煌学院

文化大革命結束後，甘肃师范大学逐步恢复教学及科研工作，并于1981年9月復名为西北师范学院:368。1988年，再度更名为西北师范大学，此校名亦沿用至今:351。1999年，西北师范大学成立独立学院知行学院，该独立学院也是甘肃省第一所民办大学。
2009年3月16日，中华人民共和国教育部和甘肃省人民政府签约，决定共同建设西北师范大学。2014年6月28日，西北师范大学和敦煌市人民政府共同创办西北师范大学敦煌学院。
2021年，西北师范大学知行学院脱离西北师范大学，并与甘肃能源化工职业学院、兰州石化职业技术学院合并，转设组建本科层次的兰州石化职业技术大学。

## 文化傳統
西北师范大学的校训是“知术欲圆，行旨须直”，该文是曾任国立西北师范学院院长的黎锦熙为《国立西北师院毕业同学录》的题字，出典於《文子》“智欲圆，行欲方”。西北师范大学的校徽呈圆形，与北京师范大学校徽多有类似，其中心有学校的标志物木铎。校歌是《我的校园在黄河岸上》，由洪元基作词、卜锡文谱曲，在该校1979年纪念建校40周年时创作。西北师范大学的校庆日是每年的12月17日。因为在1902年12月17日，西北师大的前身京师大学堂师范馆正式开学。

## 校园环境
西北师范大学主体建筑位于甘肃省兰州市安宁区，邻近中共甘肃省委党校、兰州交通大学、甘肃政法大学等高等院校:394。学校的本部是云亭校区，得名于学校首任校长李蒸的表字“云亭”。此外，学校在兰州还有知行校区、培黎校区两个校区，其中知行校区得名于学校的校训“知术欲圆，行旨须直”，培黎校区则得名于曾在中国任教的加拿大传教士約瑟夫·培黎。